# Matteo Dams
Matteo Dams (Brasschaat, 9 maart 2004) is een Belgisch voetballer. Hij verruilde in januari 2025 PSV voor Al-Ahli.

## Clubcarrière
Dams sloot zich op vijfjarige leeftijd aan bij de jeugdopleiding van Royal Antwerp, hoewel hij toen nog te jong was om wedstrijden te spelen. Na een talentendag bij PSV ging hij in Eindhoven ook op zondag extra trainen, om er vervolgens in 2012 op achtjarige leeftijd definitief toe te treden tot hun jeugdopleiding. In juni 2021 ondertekende de jonge Belg er zijn eerste profcontract tot medio 2023.
Op 21 januari 2022 maakte Dams zijn officiële debuut voor Jong PSV: in de competitiewedstrijd tegen Excelsior Rotterdam (3-0-winst) liet trainer Ruud van Nistelrooij hem in de slotfase invallen. In juni 2023 ondertekende Dams, die in het seizoen 2022/23 twaalf wedstrijden in de Keuken Kampioen Divisie speelde voor Jong PSV, een contractverlenging tot medio 2024 bij de club, met een optie voor nog een jaar.
In het seizoen 2023/24 nam Dams met de U19-ploeg van PSV deel aan de UEFA Youth League. Hij mocht van trainer Vincent Heilmann in de basis starten in de eerste drie groepsduels tegen Arsenal FC, Sevilla FC en RC Lens. Na afloop van het seizoen 2023/24, waarin de verdediger 32 competitiewedstrijden in de Keuken Kampioen Divisie, werd de optie in zijn contract gelicht, waardoor Dams tot medio 2025 onder contract lag bij PSV.

### PSV
Dams maakte op 4 augustus 2024 zijn officiële debuut voor het eerste elftal van PSV: in de wedstrijd om de Johan Cruijff Schaal tegen Feyenoord, die PSV na strafschoppen verloor, liet trainer Peter Bosz hem in de 81e minuut invallen voor Jerdy Schouten. Zes dagen maakte hij zijn debuut in de Eredivisie: in de 5-1-zege tegen RKC Waalwijk op de openingsspeeldag mocht hij in de 84e minuut invallen voor Olivier Boscagli. Na drie invalbeurten in de Eredivisie was Dams op 1 september tegen Go Ahead Eagles voor de eerste keer basisspeler. Trainer Peter Bosz plaatste hem op de linksachter in plaats van zijn gebruikelijke positie als centrale verdediger. Twee weken later werd hij na de competitiewedstrijd tegen N.E.C. verkozen tot Star of the Match.
Op 17 september 2024 maakte Dams zijn Europees debuut in de met 3-1 verloren Champions League-wedstrijd tegen Juventus FC. Mede door zijn goede prestaties werd Dams, nog steeds als linksachter gebruikt, op 27 september 2024 definitief overgeheveld naar het eerste elftal van PSV.

## Clubstatistieken
| Seizoen         | Club            | Land               | Competitie              | Competitie | Competitie | Beker | Beker | Supercup | Supercup | Europees | Europees | Totaal | Totaal |
| Seizoen         | Club            | Land               | Competitie              | Wed.       | Dlp.       | Wed.  | Dlp.  | Wed.     | Dlp.     | Wed.     | Dlp.     | Wed.   | Dlp.   |
| --------------- | --------------- | ------------------ | ----------------------- | ---------- | ---------- | ----- | ----- | -------- | -------- | -------- | -------- | ------ | ------ |
| 2021/22         | Jong PSV        | Vlag van Nederland | Keuken Kampioen Divisie | 1          | 0          | —     | —     | —        | —        | —        | —        | 1      | 0      |
| 2022/23         | Jong PSV        | Vlag van Nederland | Keuken Kampioen Divisie | 12         | 0          | —     | —     | —        | —        | —        | —        | 12     | 0      |
| 2023/24         | Jong PSV        | Vlag van Nederland | Keuken Kampioen Divisie | 32         | 1          | —     | —     | —        | —        | —        | —        | 32     | 1      |
| 2024/25         | Jong PSV        | Vlag van Nederland | Keuken Kampioen Divisie | 2          | 0          | —     | —     | —        | —        | —        | —        | 2      | 0      |
| Club totaal     | Club totaal     | Club totaal        | Club totaal             | 47         | 1          | 0     | 0     | 0        | 0        | 0        | 0        | 47     | 1      |
| 2024/25         | PSV             | Vlag van Nederland | Eredivisie              | 8          | 0          | 0     | 0     | 1        | 0        | 2        | 0        | 11     | 0      |
| Club totaal     | Club totaal     | Club totaal        | Club totaal             | 8          | 0          | 0     | 0     | 1        | 0        | 2        | 0        | 11     | 0      |
| Carrière totaal | Carrière totaal | Carrière totaal    | Carrière totaal         | 55         | 1          | 0     | 0     | 1        | 0        | 2        | 0        | 58     | 1      |

Bijgewerkt op 18 oktober 2024.